# TAPI天然氣管線
土庫曼－阿富汗－巴基斯坦－印度天然氣管線（Turkmenistan–Afghanistan–Pakistan–India Pipeline，或者以氣管跨越國字首字母簡稱TAPI管線）是一條由亞洲開發銀行主導開發，連通土庫曼、阿富汗、巴基斯坦、印度四國的天然氣管線，管線因跨過阿富汗南北，故也稱為跨阿富汗管線（Trans-Afghanistan Pipeline）。TAPI管線將土庫曼裏海地區盛產的天然氣輸往能源需求節節上升的南亞地區，途經阿富汗、巴基斯坦，最終輸往印度。管線建設始於2015年12月13日土庫曼境內。整套氣管預計能夠2019年之前開始運作。管線計畫的支持者視其為現代絲路的延續。

## 歷史
TAPI管線的計畫源於1990年代哈薩克、土庫曼等國內部的國際石油公司。當時俄羅斯控制了這些中亞國家的天然氣輸出，並不斷反對使用這些石油公司的管線網路，使得這些公司開始構思一條能避免俄羅斯與伊朗干擾的天然氣輸出途徑。
1995年3月15日土庫曼與巴基斯坦兩國簽署就任備忘錄，輸氣管的原始計畫開始浮上檯面。原本由阿根廷石油巨擘布里達斯公司首先推動管線計畫。但後來美國優尼科公司則聯同沙烏地阿拉伯的三角洲（Delta）石油公司提倡異於布里達斯公司的計畫，與之競爭。1995年10月21日優尼科公司與三角洲石油公司分別與土庫曼總統尼亞佐夫簽署協定。1996年8月，以優尼科公司為首的數家公司合夥成立中亞天然氣管線公司來建設管線。1997年10月27日，土庫曼政府會同中亞天然氣公司與數家國際石油公司在阿什哈巴特舉行簽約儀式。
當時的TAPI管線必須通過阿富汗塔利班控制的地區，於是美國駐巴基斯坦大使羅賓·歐克利在1997年直接搬進中亞天然氣公司，居間協調各路人馬。1998年元月，塔利班不選擇布里達斯公司，而選擇了中亞天然氣公司作為夥伴，簽約放行管線建設。1998年6月，俄羅斯天然氣工業股份公司釋出其在TAPI管線計畫中的10%股份。1998年8月7日美國大使館爆炸案爆發，美國宣稱奧薩瑪·賓·拉登為爆炸案幕後首腦，而塔利班埃米爾穆罕默德·歐瑪卻提供賓·拉登庇護與支持，於是有關天然氣管線的談判全數停滯。1998年12月8日優尼科公司撤資中亞天然氣管線公司，並關閉在阿富汗與巴基斯坦的辦公室。

## 輸氣管工程特色
輸氣管的直徑將為1,420（56英寸），運作壓力約為100標準大氣壓（10,000千帕斯卡）。輸氣量為每年33 × 109立方（1.2 × 1012立方英尺），其中5 × 109立方（180 × 109立方英尺）的天然氣將會被提供給阿富汗，而巴基斯坦與印度將從管線中各自得到14 × 109立方（490 × 109立方英尺）的天然氣。管線沿途預定興建6個加壓站。預計2019年以前整套天然氣管線能開始運作。
起初，整套管線計畫成本估計為76億美元，但2014年年底又將預算拉高到100億美元。  管線計畫的主要合作夥伴為土庫曼天然氣公司。

## 路線
長達1,814-（1,127-英里）的天然氣管線會從土庫曼的氣田把天然氣輸經阿富汗及巴基斯坦，最後送往印度。管線的起點是加基尼什氣田。經過阿富汗西部的管線會沿著坎達哈–赫拉特高速公路興建，再轉經奎達、木爾坦等巴基斯坦城市。天然氣管線的終點在印度內部一個靠近印巴邊界的城鎮法齊爾卡。